# Biçənək
Biçənək è un comune dell'Azerbaigian situato nel distretto di Şahbuz.